# Women's Asia Pacific Championship 2019
El Women's Asia Pacific Championship del 2019 fue la segunda edición del torneo femenino de rugby.
El campeón fue la selección de Samoa, quienes obtuvieron el bicampeonato en la competición.

## Equipos participantes
- Selección femenina de rugby de Fiyi
- Selección femenina de rugby de Hong Kong
- Selección femenina de rugby de Samoa

## Posiciones
| Pos. | Equipo    | Encuentros | Encuentros | Encuentros | Encuentros | Tantos  | Tantos    | Tantos     | Puntos Bonus | Puntos Totales |
| Pos. | Equipo    | jugados    | ganados    | empatados  | perdidos   | a favor | en contra | diferencia | Puntos Bonus | Puntos Totales |
| ---- | --------- | ---------- | ---------- | ---------- | ---------- | ------- | --------- | ---------- | ------------ | -------------- |
| 1    | Samoa     | 2          | 2          | 0          | 0          | 49      | 27        | + 22       | 1            | 9              |
| 2    | Hong Kong | 2          | 1          | 0          | 1          | 44      | 44        | 0          | 1            | 5              |
| 3    | Fiyi      | 2          | 0          | 0          | 2          | 22      | 44        | - 22       | 1            | 1              |

Nota: Se otorgan 4 puntos al equipo que gane un partido y 2 al que empate
Puntos Bonus: 1 punto por convertir 4 tries o más en un partido y 1 al equipo que pierda por no más de 7 tantos de diferencia

## Resultados
| 24 de mayo | Fiyi | 10 - 29 | Hong Kong | Churchill Park, Lautoka |  |
|            |      | Reporte |           |                         |  |

| 28 de mayo | Hong Kong | 15 - 34 | Samoa | Churchill Park, Lautoka |  |
|            |           | Reporte |       |                         |  |

| 1 de junio | Fiyi | 12 - 15 | Samoa | Churchill Park, Lautoka |  |
|            |      | Reporte |       |                         |  |

| Bandera de Samoa |
| Campeón Samoa    |
| Segundo título   |